# Gotlands runinskrifter 220
G 220 är ett vikingatida ( s 1000-t) runstensfragment av kalksten i Hallfrede, Follingbo socken och Gotlands kommun. 
Runstensfragment hittades 1931 vid kanalgrävning. Fragmentet sammanhörande med ett tidigare, 1920, funnet runstensfragment vid täckdikning av en myr. Runstensfragmentet är 29x45 cm och  inlämnades till Gotlands Fornsal 1933.

## Inskriften
Translitterering av runraden:
... ...tkaiʀ : aʀ : to i : hulmka-... ...iþ(i) : -...
Normalisering till runsvenska:
... [U]ddgæiʀ/[Bo]tgæiʀ. Eʀ do i Holmga[rði] ... ...
Översättning till nusvenska:
... (efter) Uddgair. Han dog i Holmgård ...
Holmgård omnämns i övrigt bara på U 687, U 1003 och Sö 171.